# Liste der Monuments historiques in Auteuil (Oise)
Die Liste der Monuments historiques in Auteuil (Oise) führt die Monuments historiques in der französischen Gemeinde Auteuil auf.

## Liste der Bauwerke
| Bezeichnung | Beschreibung    | Standort                                                 | Kennzeichnung | Schutzstatus | Datum | Bild           |
| ----------- | --------------- | -------------------------------------------------------- | ------------- | ------------ | ----- | -------------- |
| Schloss     | 17. Jahrhundert | auch auf dem Gebiet der Gemeinde Berneuil-en-Bray (Lage) | PA60000068    | Inscrit      | 2007  | weitere Bilder |

## Liste der Objekte
| Bezeichnung         | Beschreibung           | Standort                      | Kennzeichnung | Schutzstatus | Datum | Bild |
| ------------------- | ---------------------- | ----------------------------- | ------------- | ------------ | ----- | ---- |
| Grab (verschwunden) | Stein, 15. Jahrhundert | in der Kirche St-Denis (Lage) | PM60000050    | Classé       | 1913  |      |